# Ночка (станция)
Но́чка — промежуточная железнодорожная станция Пензенского региона Куйбышевской железной дороги, располагается в одноимённом населённом пункте Никольского района Пензенской области.

## Описание
Станция Ночка расположена на двухпутном участке Кустарёвка — Самара с электротягой постоянного тока, относится к Пензенскому региону Куйбышевской железной дороги. По характеру работы является промежуточной станцией, по объёму выполняемой работы отнесена к 5-му классу. По состоянию на 2020 год на станции останавливаются 8 пассажирских поездов дальнего следования. 

## Техническая информация
Путевое развитие включает 4 пути: 2 главных (№ 1, 2) и 2 приёмо-отправочных (№ 3, 4). На станции располагаются производственные мощности Инзенской дистанции пути (ПЧ-21 Инза) и дистанции погрузочно-разгрузочных работ и коммерческих операций (МЧ-1 Пенза). 
Комплексный контроль за техническим и хозяйственным обслуживанием тяговых подстанций и контактной сети на станции обеспечивает Инзенская дистанция электроснабжения (ЭЧ-4 Инза). Контроль за обслуживанием устройств железнодорожной связи осуществляет Сызранский региональный центр связи (РЦС-2 Сызрань). В нечётной горловине станции располагается охраняемый переезд (712км+12 м) Инзенской дистанции сигнализации, централизации и блокировки (ШЧ-8 Инза). Светофоры станции могут переводиться на автодействие. 
Станция включена в диспетчерскую централизацию участка Рузаевка — Новообразцовое. Станция открыта для грузовой работы.